# Трактрак темний
Трактра́к темний (Pinarochroa sordida) — вид горобцеподібних птахів родини мухоловкових (Muscicapidae). Мешкає в Східній Африці. Раніше цей вид відносили до роду Трактрак (Cercomela), однак за результатами молекулярно-філогенетичних досліджень 2010 і 2012 років він був переведений до відновленого роду Pinarochroa.

## Опис

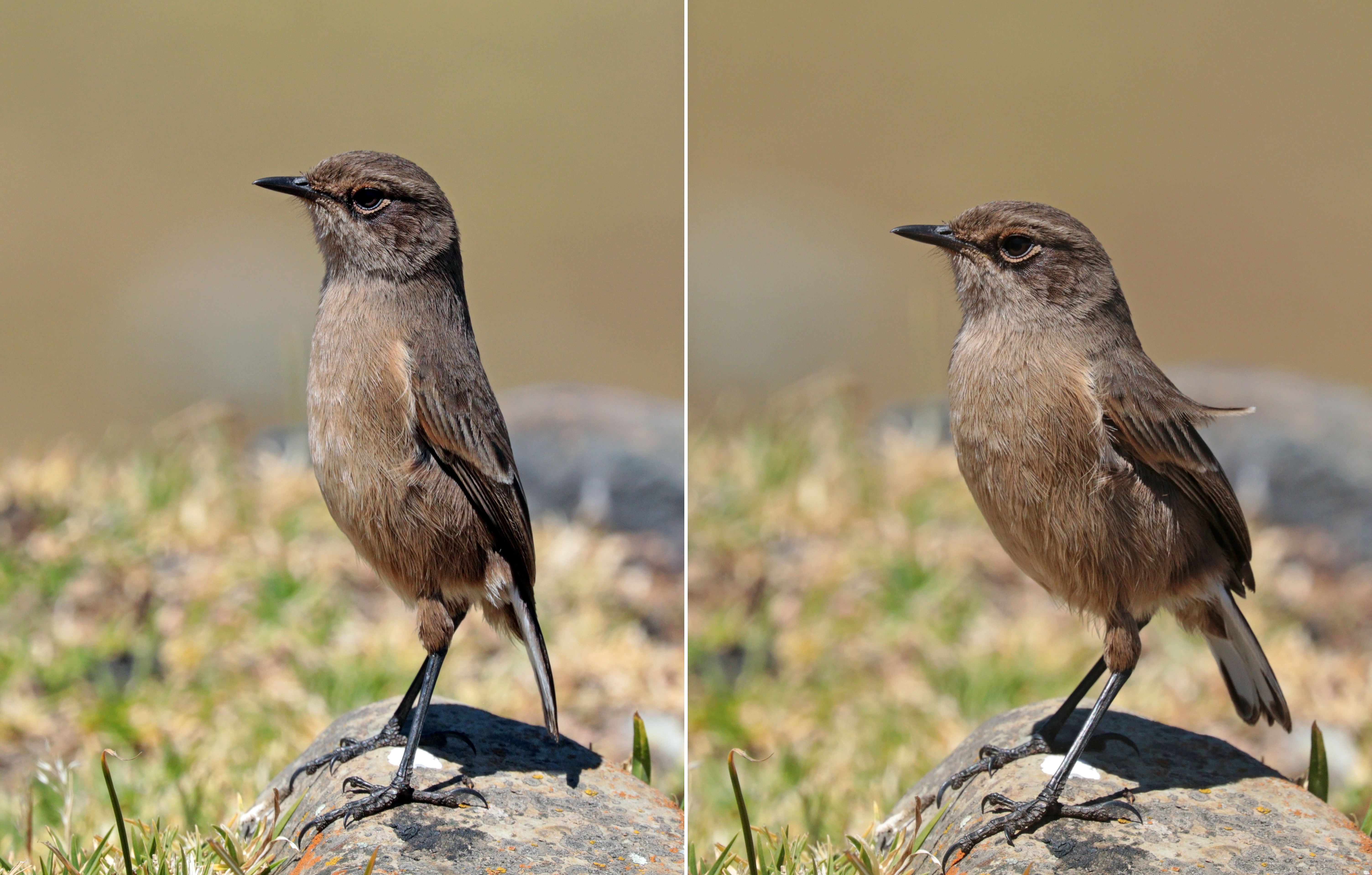
Темний трактрак (підвид P. s. sordida)

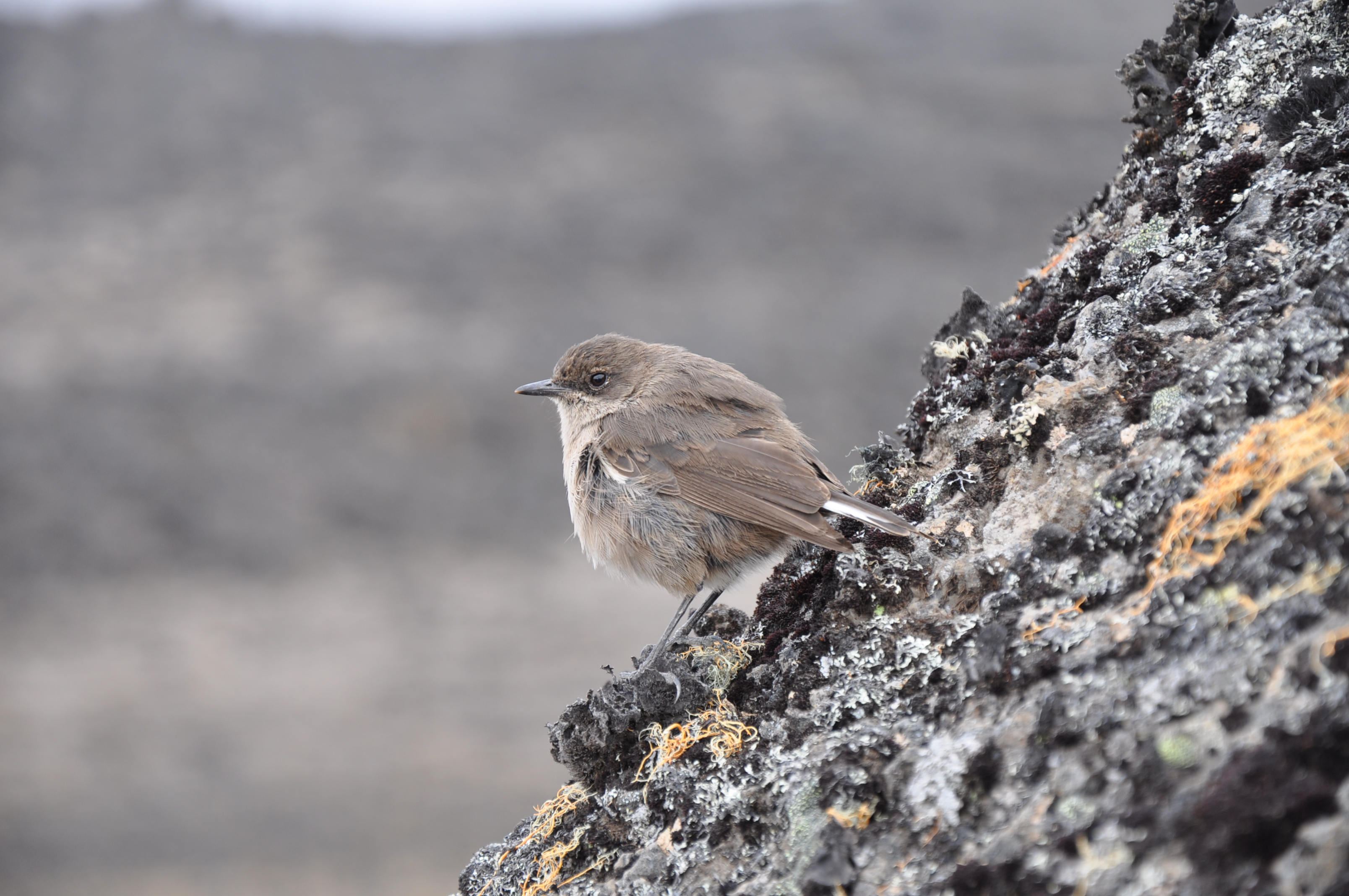
Темний трактрак (підвид P. s. hypospodia)

Темний трактрак — невеликий птах з кремезною будовою тіла, коротким хвостом і довгими лапами, середня довжина якого становить 14—15 см. Верхня частина тіла переважно сірувато-коричнева, крила темно-коричневі. Хвіст має білі краї, що формують Т-подібний візерунок, помітний в польоті. Горло білувате, решта нижньої частини тіла сіра. Голос — приглушене цвірінькання, цокання і писк.

## Підвиди
Виділяють чотири підвиди:
- P. s. sordida (Rüppell, 1837) — Ефіопське нагір'я;
- P. s. ernesti Sharpe, 1900 — крайній схід Уганди, захід і центр Кенії (хребет Абердер, гори Кенія і Елгон);
- P. s. olimotiensis Elliott, HFI, 1945 — Кратерне нагір'я (північна Танзанія);
- P. s. hypospodia Shelley, 1885 — гора Кіліманджаро (північна Танзанія).

## Поширення і екологія
Темні трактраки мешкають в Еритреї, Ефіопії, Уганді, Кенії і Танзанії. Вони живуть на високогірних луках і пустищах та на кам'янистих схилах. Зустрічаються на висоті від 2100 до 4400 м над рівнем моря, переважно на висоті понад 3400 м над рівнем моря.